# السرب 123 (إسرائيل)
تشكل السرب 123 التابع للقوات الجوية الإسرائيلية، المعروف أيضاً باسم (سرب طيور الصحراء) (بالعبرية: טייסת ציפורי המדבר) في 10 مارس 1965. وهو سرب مروحيات طراز بلاك هوك سيكورسكي إس-70 يتمركز في قاعدة بلماحيم الجوية.